# Mengok
Mengok is een bestuurslaag in het regentschap Bondowoso van de provincie Oost-Java, Indonesië. Mengok telt 6054 inwoners (volkstelling 2010).